# Kondeika
Das Dorf Kondeika (griechisch Κονταίικα (n. pl.) ältere Schreibweise Κοντεΐκα) liegt im Westen der griechischen Insel Samos in fast 300 m Höhe westlich des Ambelos-Gebirges.
Die nächstgelegenen Dörfer sind Ydroussa 2,5 km nordwestlich, Platanos 2,5 km südlich und Agii Theodori 1,5 km südwestlich.
Das Haupteinkommen der Einwohner liegt in der Weinerzeugung, aber auch Oliven, Getreide und Gemüse werden angebaut. Früher wurde erfolgreich Tabak angepflanzt. Die weitere Umgebung ist waldreich mit Kiefern und Zypressen.
Mit der Umsetzung der Gemeindereform nach dem Kapodistrias-Programm im Jahr 1997 erfolgte die Eingliederung von Kondeika in die Gemeinde Karlovasi. Die Verwaltungsreform 2010 führte die ehemaligen Gemeinden der Insel zur Gemeinde Samos zusammen. Seit der Korrektur der Verwaltungsreform 2019 in zwei Gemeinden zählt Kondeika zur Gemeinde Dytiki Samos.
Einwohnerentwicklung von Kondeika
| 1913 | 1920 | 1928 | 1940 | 1951 | 1961 | 1971 | 1981 | 1991 | 2001 | 2011 |
| ---- | ---- | ---- | ---- | ---- | ---- | ---- | ---- | ---- | ---- | ---- |
| 512  | 482  | 570  | 642  | 587  | 496  | 351  | 303  | 297  | 505  | 350  |